# 人因可靠度
人因可靠度（Human reliability）是人因工程学中的主題之一，在探討人在不同領域（例如制造业、医学及核動力等）下的可靠度。人因可靠度受到許多因素的影響，例如生理年齡、心理狀態、身體健康、態度、情绪、是否傾向於某些常見的錯誤或是認知偏誤等。
人因可靠度在系统分析中是相當重要的，因為人員會影響系統的韌性，人为错误或是疏忽也可能導致不好的結果，而且現代的大型社會技術系統中，人往往是其中重要的一部份。以用户为中心的设计以及容錯設計是在技術上符合人員操作，避免因錯誤造成影響的例子。

## 分析技術
有許多人因可靠度分析（HRA）的方法。常見的兩類分別是以機率風險評估（PRA）為基礎的方法，以及以控制的認知理論為 基礎的方法。

### 以機率風險評估為基礎的技術
有一種分析人因可靠度的方式是直接從機率風險評估（PRA）擴展而來的：發電廠中的設備可能會失效，人工的操作也可能會出現問題。這二個案例中，分析（對設備是功能分解，對人則是任務分析）會詳細到可以指定失效或是錯誤機率的程度。其基本的概念是在人工錯誤率預測技術（THERP）裡。THERP就是為了產出人工錯誤機率，整合到PRA中。事故順序評估計劃（ASEP）人工可靠度程序是簡化版的THERP，相關的計算工具稱為簡化人工錯誤分析碼（Simplified Human Error Analysis Code, SHEAN）。近期，美国核能管理委员会發佈了標準化電廠分析風險–人因可靠度分析（SPAR-H）方法，其中有考慮潛在的人因錯誤。

### 以認知控制為基礎的技術
Erik Hollnagel發展了脈絡控制模式（Contextual Control Model, COCOM）以及認知可靠度及錯誤分析方法（Cognitive Reliability and Error Analysis Method, CREAM）。COCOM將人的表現表示為控制模式—策略（以長期計劃為基礎）、戰術（以程序為基礎）、投機（以當前的脈絡為基礎）及隨機的組合，提出了不同控制模式如何轉換的模型。此控制模式轉換的模型包括了許多的因素，包括人員預測此一行動的結果（成功或失敗）、要完成此行動還需要的時間（適當或不適當）、以及人員此時需達成的目標數量。CREAM是一個以COCOM為基礎的人因可靠度分析方法。

## 書目
- Gertman, D., Blackman, H., Marble, J., Byers, J. and Smith, C. . 2005. （页面存档备份，存于）
- Hollnagel, E. . Academic Press. 1993.
- Hollnagel, E. . Elsevier. 1998.
- Hollnagel, E.; Amalberti, R. . Linköping, June 11–12, 2001. 2001.
- Hollnagel, E., Woods, D. D., and Leveson, N. (Eds.). . Ashgate. 2006.
- Kirwan, B. . Taylor & Francis. 1994.
- Kirwan, B. and Ainsworth, L. (Eds.). . Taylor & Francis. 1992.
- Swain, A. D., & Guttman, H. E. . NUREG/CR-1278 (Washington D.C.). 1983.